# Ocytata pallipes
Ocytata pallipes är en tvåvingeart som först beskrevs av Fallen 1820.  Ocytata pallipes ingår i släktet Ocytata och familjen parasitflugor. Arten är reproducerande i Sverige. Inga underarter finns listade i Catalogue of Life.

## Bildgalleri

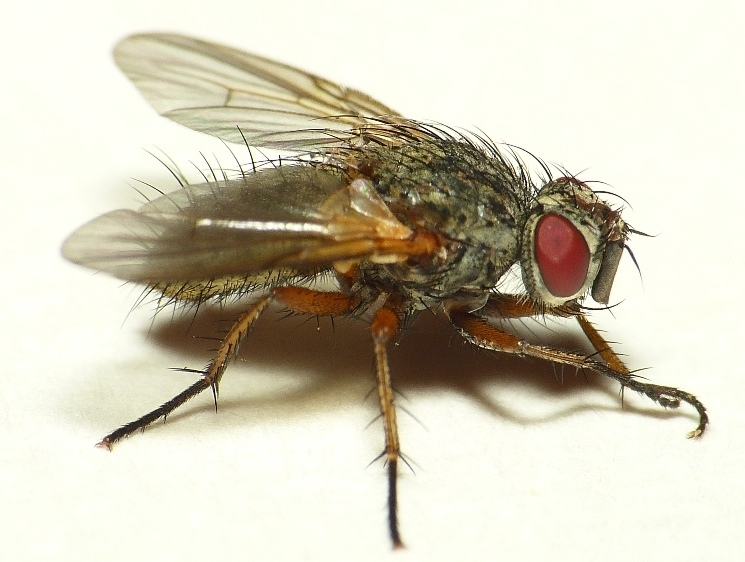